# Domènec Ibars Joanies
Domènec Ibars Joanies (Barcelona,1 de maig de 1921 - Barcelona, 8 d'octubre de 1997), conegut com el Rosset i el Mingo, va ser un activista llibertari, afiliat a la CNT i membre dels grups d'acció del maquis anarquista, que va participar en tres intents d'atemptat contra el general Franco. Detingut el 1949 i condemnat a mort, li va ser commutada la pena i va restar empresonat fins al 1969.

## Biografia
Nascut a la plaça de les Olles del barri de La Barceloneta, era fill de Francesc Ibars Lloret i Roser Joanies Orenzans. Ben aviat la família es va traslladar al Poblenou, on va estudiar a l'Escola Republicana Radical, l'Acadèmia Tralla i l'Escola Moderna de Joan Puig Elias. Des de molt jove va treballar de mecànic ajustador. Era membre de les Joventuts Llibertàries i estava afiliat a la CNT. A l'esclat la Guerra Civil, amb només quinze anys, va participar en la barricada del carrer Pere IV per a la contenció del cop d'estat feixista. A partir dels Fets de Maig de 1937, el moviment llibertari i el Partit Obrer d'Unificació Marxista (POUM) van ser durament reprimits pel govern de la República. El 6 de gener de 1938, Ibars va ser detingut per membres del Servei d'Informació Militar acusat de tinença il·lícita d'armes. Empresonat a la Model, hi va coincidir amb Blas Zambudio Torres, Joan Cazorla Pedrero, Carles Vidal Pasanau i altres anarquistes. Va col·laborar amb Quico Sabaté en la preparació d'un pla de fuga que no va tenir èxit. Arran dels constants bombardejos feixistes, els presos van organitzar un motí, que es va saldar amb quatre morts i diversos ferits, i va requerir la presència de l'exministre de justícia, el també anarquista Joan García Oliver. Com a conseqüència dels fets, sis-cents trenta-quatre presoners van ser traslladats al camp de treball d'Els Omells de Na Gaia, a la comarca de l'Urgell, d'on Ibars va sortir a l'agost per ser incorporat a la 213 Brigada Mixta i enviat al front de guerra, on va romandre fins a la retirada a França.
Internat als camps de Sant Cebrià i Sètfonts, el desembre de 1939, va ser destinat al complex d'indústria de guerra d'Imphy, al departament de Nièvre. Després de l'ocupació de França per l'exèrcit nazi, el 22 de Juny de 1940, Ibars va formar part d'un dels primers grups de resistència i va ser detingut acusat de la voladura d'un pont. Traslladat a les dependències de la Kommandantur per ser interrogat, els companys, entre els quals hi havia Desiderio López Fernández, àlies el Canillas, el van alliberar en una acció sorpresa.
Decidits a no veure's involucrats en una guerra que no era la seva, ells i els seus companys van tornar a Espanya per reprendre la lluita clandestina. A Tolosa, van rebre armes del grup de Pere Mateu i es van dirigir en tren a Hendaia. El viatge, ple de retards i incidents, va coincidir amb l'arribada del tren de Hitler, que anava a la reunió amb el General Franco. L'estació estava presa per las Schutsztaffel, Ibars va poder baixar i dirigir-se a casa d'uns contactes, mentre que el Canillas va ser detingut per la policia espanyola de fronteres i internat al camp de Nanclares de La Oca.
Armat i proveït d'explosius, el Rosset, creia que podria atemptar contra els dos líders. Va poder eludir fins a tres controls i avançar entre les vies, però davant la impossibilitat d'acostar-se més als objectius, va optar per desfer-se de la dinamita llançant-la al riu Bidasoa. Posteriorment, en no estar fitxat i ser excaptiu de la República, va entrar sense problemes a Espanya. El 1943 li va tocar fer el servei militar a Melilla i va arribar a ser cap de l'Escorta Muntada de la Divisió 102 de l'Exèrcit de Franco.
Acabat el servei militar, va tornar al barri del Poblenou i ben aviat va ser detingut i apallissat per la distribució de premsa clandestina. A partir de 1946, en veure que Espanya no es democratitzava, tot i que els aliats havien guanyat la guerra, va tornar a Tolosa per posar-se al servei de la CNT, integrat en el grup d'acció de Joan Cazorla Pedrero-Tom Mix, amb Pere Adrover Font-el Iaio, Ramón González Sanmartí-el Nano i Celdoni García Casino-Celes. Decidits a evitar com fos la consolidació del franquisme, van portar a terme sabotatges, atracaments (expropiacions) a entitats bancàries, joieries i meublés, a més de tasques de vigilància en reunions clandestines i protecció de persones. Eren experts coneixedors de les rutes de muntanya i dels passos fronterers.
L'abril de 1947, van assabentar-se que Franco preparava un viatge a Catalunya que incloïa una visita a les mines de Sallent. Immediatament van ordir un pla per acabar amb el dictador. Al mes següent, un grup integrat per una cinquantena de guerrillers, subvencionats per Laureano Cerrada i guiats per Ramón Vila Capdevila, va sortir de la base del Mas Tartàs a Osséja. Havien de transitar de nit, amb molta precaució, sense fer soroll, fet que va provocar que alguns es quedessin enrere, desorientats per la boira. Ibars, en sentir remor, els va confondre amb guàrdies fronterers i va començar a disparar. Aquest incident va alertar la Guardia Civil i l'acció va quedar definitivament avortada.
El 17 de maig, estava previst que Franco arribés a Barcelona per mar, a bord del creuer Miguel de Cervantes', procedent de Palma, Domènec Ibars va contactar amb membres del grup Los Anónimos, que armats amb pistoles, metralletes i dues bombes de trilita, es van col·locar estratègicament a la plataforma del monument a Colom, tot esperant el pas de la desfilada. La concentració massiva de públic i la visió de dues fileres de nens amb banderetes nacionals, col·locats en primer terme, els va fer desistir de causar una massacre.
Durant tot el 1947, Ibars va creuar repetidament la frontera per reorganitzar la FAI i estructurar els grups de guerrilla a Catalunya. A finals d'any, es va reunir al Mas Tartàs amb els seus homes, acompanyats del grup de Josep Lluís Facerias, gent del Quico Sabaté i guerrillers de Perpinyà. Estaven esperant l'arribada d'un gran carregament d'armes i explosius. Mentre revisaven el material, es va produir un accident en explotar una bomba i van resultar ferits greument Mario Puzo Cavero i Francesc Ballester Orovitg.
El Juny de 1948, després d'una batuda massiva a Madrid, va caure gran part del grup Cazorla. L'octubre del mateix any, Ibars va ser detingut en companyia de Josep Dot Arderiu, acusats de pas il·legal de fronteres. Empresonat a Salt, va ser alliberat al cap de poc.
Immersos en una violenta espiral d'acció–reacció, sense suport polític i considerats uns simples bandolers, els grups urbans van entrar en plena decadència. Molts havien mort o estaven empresonats, traïts per algun confident, com Eliseu Melis Díaz, al qual la CNT de Tolosa va ordenar executar. Tampoc van reeixir els atemptats projectats contra l'inspector Eduardo Quintela i la comissaria de la via Laietana. La situació era crítica i el 5 de novembre de 1949, Ibars va ser detingut, juntament amb Jordi Pons Argilés a la casa familiar de Sant Adrià del Besòs, pel mateix Quintela i un aparatós aparell policial. Només va tenir temps de destruir alguns documents comprometedors.
Traslladat a la presó Model i sotmès a un judici ordinari, que va durar tres anys, va ser condemnat a la pena capital, que finalment li va ser commutada per trenta anys de reclusió. En va complir vint entre la Presó de càstig d'Ocaña i la de Burgos, d'on va sortir indultat a finals de 1969 amb la salut física i psíquica força deteriorada. Va treballar d'operador de cabina i acomodador al cine Padró i va estar afiliat a la CNT clandestina del Sindicat d'Espectacles Públics, on entre el 1971 i el 1973 va arribar a ocupar la Secretaria de Cultura i Propaganda al Comitè Regional Català. Va morir a Barcelona el 1997.